# 世界貿易組織第一次部長級會議
世界貿易組織第一次部長級會議是世界貿易組織於1995年成立後舉行的首次國家貿易部長級會議。
會議於1996年12月9日至12月13日在新加坡舉行，主要議程包括檢討世界貿易組織成立後的工作，及上一輪多邊貿易談判“烏拉圭回合”談判在達成協議後的實際執行情況。會議決定將貿易便利化納入貨物理事會的職責範圍，並決議成立3個工作小組：
- 貿易與投資
- 貿易與競爭政策
- 政府透明度

會議結束前通過《新加坡部長宣言》。

## 外部連結
- WTO第一次部長級會議官方網頁 （页面存档备份，存于）